# بايكولي
بايكولي (بالإيطالية: baìcołi) هو بسكويت إيطالي، نشأ في القرن الثامن عشر في مدينة البندقية.

## طريقة التحضير
يُحضَّر هذا البسكويت من السكر، والزبدة، والطحين، وخميرة الخباز، والبيض، والملح.
تُعد طريقة تحضيره طويلة وشاقة، إذ تتطلب عمليتي تخمير وخبز مزدوج، الا أنه يتميّز بعمر تخزين طويل، مما جعله يُستخدم في الرحلات البحرية الطويلة.
في الوقت الحاضر، يُقدَّم البايكولي عادةً مع القهوة والسابايوني، حيث يمكن غمسه فيها.

## التسمية
اكتسب بسكويت البايكولي اسمه بسبب تشابه شكله مع سمك البوري الصغير، الذي يُطلق عليه في اللهجة المحلية اسم "بايكولي".